# Old New York Evening Post Building
Le Old New York Evening Post Building est l'ancien bureau et imprimerie du journal New York Evening Post situé au 20 Vesey Street entre Church Street et Broadway dans le Financial District de Manhattan, à New York. Il a été construit en 1906-07 et a été conçu par l'architecte Robert D. Kohn pour Oswald Garrison Villard, qui possédait le Post à l'époque, et est considéré comme "l'un des rares bâtiments Art nouveau exceptionnels" jamais construits aux États-Unis .

## Description
Le bâtiment de quatorze étages en placage de pierre «rappelle les bâtiments qui bordent les boulevards de Paris» et n'a pas été copié d'un bâtiment existant . Il comporte trois grandes baies de bow-windows à ossature en fonte, séparées par des piliers en calcaire pâle. Il y a un toit mansardé recouvert de cuivre, deux étages et quatre figures sculptées élaborées . Les statues représentent les Quatre périodes de publicité ; deux sont de Gutzon Borglum, sculpteur du mont Rushmore, et deux de la femme de l'architecte, Estelle Rumbold Kohn . Le New York Evening Post a occupé le bâtiment jusqu'au déménagement au New York Evening Post Building en 1926 .
Le bâtiment, qui fut plus tard appelé Garrison Building  été désigné monument de New York en 1965  et a été ajouté au registre national des lieux historiques en 1977. La Commission de préservation des monuments de New York a eu son siège social dans le bâtiment de 1980 à 1987 .

## Voir également
- Liste des monuments de New York
- Liste du Registre national des lieux historiques dans le comté de New York, New York